# Comantenna curtisetosa
Comantenna curtisetosa är en kräftdjursart som beskrevs av Alvarez 1986. Comantenna curtisetosa ingår i släktet Comantenna och familjen Aetideidae. Inga underarter finns listade i Catalogue of Life.